# Urban Hansson Brusewitz
Urban Nils Hansson Brusewitz, född 1958, är en svensk ämbetsman och  nationalekonom. Hansson Brusewitz var generaldirektör för Konjunkturinstitutet 1 juli 2016 - 30 juni 2022 och var fram till september 2023  ämnessakkunnig i Finansdepartementet och fram till maj 2024 styrelseordförande i Första AP-fonden. Han är sedan september 2023 styrelseordförande i Arbetsförmedlingen och Fortifikationsverket.
Hansson Brusewitz, som är filosofie doktor i nationalekonomi, har tidigare tjänstgjort vid Finansdepartementet, bland annat som kansliråd vid skatteavdelningen och som departementsråd och chef för staben och totaleriet vid budgetavdelningen. Därefter var han minister för ekonomiska och finansiella frågor vid Sveriges delegation vid OECD i Paris och från 2007 prognoschef och ställföreträdande generaldirektör för Konjunkturinstitutet. Han efterträdde i januari 2009 Ulf Bengtsson som budgetchef och chef för Finansdepartementets budgetavdelning, en post han lämnade 2016. Han var 2013 och 2017 ordförande i de parlamentariska kommittéer som utredde budgetprocessen.